# MG Metro 6R4
La MG Metro 6R4 (pour "6 cylinders Rally 4 wheel drive") est une automobile de compétition conçue en 1984 par Austin Rover et MG sur la base de la voiture de tourisme Austin Metro. 
Elle est engagée au championnat du monde des rallyes 1984 et 1985 et produite en 20 exemplaires de course et 200 de série comme l'exige la réglementation en Groupe B.

## Version course
Chronologie des modèles (1985 - 1986)

### Conception
En novembre 1980, la British Leyland retire des rallyes la Triumph TR7 V8. En s'inspirant des quatre roues motrices de l'Audi quattro et de l'architecture de la Renault 5 Turbo sera développée sur la base de l'Austin Metro la nouvelle arme de la firme en compétition automobile : la Metro 6R4. Les Groupe B autorisent des puissances très élevées et des poids réduits. Ces monstres roulants sont homologués à la condition de produire au moins 200 exemplaires en 12 mois de la même voiture en version routière. À l'heure actuelle seuls quatre sont recensés en France. À la recherche d'un nouveau souffle pour leurs marques Austin, Rover et MG, les dirigeants de la British Leyland confient au département Motorsport, dirigé par le pilote John Davenport et son partenaire d'alors, Patrick Head ingénieur chez Williams, la conception d'une version compétition.
Ébauché chez Williams GP Engineering, un premier prototype empruntant des éléments de carrosserie de la petite MG Metro turbo pose les bases de la voiture dès 1981 et obtient instantanément le feu vert de la direction. Au terme d'une mise au point complexe, la voiture définitive est présentée à la presse en février 1984. Le 1er novembre 1985, les 200 exemplaires de route assemblés à l'usine de Longbridge permettent à Austin Rover d'obtenir son homologation pour le Groupe B. Ces Clubman coûtent alors la bagatelle de 40 000 livres (environ 400 000 Francs). Totalement modifiée, la Metro 6R4 n'a plus grand point commun avec le modèle de grande série qui lui sert de base. Son empattement est allongé de 90 mm, les passages de roues sont élargies (+70 mm).
Sous le capot arrière se trouve un V6. L'idée de Davenport était de miser sur une grosse cylindrée atmosphérique, bénéfique à la nervosité, la souplesse, la progressivité et la fiabilité, plutôt que sur un petit moteur suralimenté comme la plupart des concurrents. Après avoir abandonné le V6 Honda, c'est finalement le V8 Rover 3L5 en aluminium, amputé de deux cylindres qui retient les faveurs de l'ingénieur motoriste Cliff Humphreys. Le bloc anglais conserve donc son angle d'ouverture à 90°, l'alternateur est installé au centre du V tandis que le radiateur d'eau est placé à l'avant de la voiture. C'est au cours de l'année 85 que le moteur arrive finalisé sous le code V64 V, à la suite du travail de David Wood, ex-employé de Cosworth. La cylindrée du V6 est de 2 991 cm3 et il est désormais coiffé d'une culasse à 4 soupapes par cylindre avec double arbre à cames en tête entrainé par courroie. L'alimentation est assurée par une injection électronique Lucas Micos multi-point commandée par un papillon simple. Le taux de compression est de 12:1. Le V6 anglais développe ainsi dans sa version Clubman 250 ch à environ 7 000 tr/min, contre 410 ch à 9 000 tr/min sur les versions groupe B. Le couple est quasi constant entre 3000 et le régime maxi, avec un pic de 305 N m à 5 000 tr/min. La boîte de vitesses synchronisée à 5 rapports est réservée à la série 200, le modèle de course ayant une boîte à crabots conçue par Ferguson. L'embrayage à double disque est fourni par AP. En avant de la boîte, un différentiel central à visco-coupleur FF et une boîte de transfert commandent les arbres de transmission avant et arrière, entraînant eux-mêmes les ponts à denture hélicoïdale. Le système est compact et simple, donc robuste et facile à réparer ou changer lors des épreuves.
Reposant sur une structure tubulaire avec un arceau-cage et devenue quatre roues motrices à moteur central, la MG Metro 6R4 propose une motricité optimale et une tenue de route phénoménale. De plus, son gabarit compact (la plus courte des Groupe B) lui permet de conserver un comportement vif par une répartition à 35/65 % de son couple entre l'avant et l'arrière et une grande facilité de conduite. Les suspensions avant et arrière sont à ressorts et amortisseurs à gaz Bilstein, fixés sur des triangles, inversés à l'arrière. Les réglages indépendants des quatre roues se font au niveau des plaques en alliage léger posées sur le haut des boîtes supérieures, selon un principe déjà éprouvé en compétition par Austin Rover. La direction est articulée directement par un pignon sur la colonne de direction, et non assistée. Côté pneumatiques, la Metro 6R4 utilise des jantes en alliage de 16" de diamètre.

### Compétition
Les premiers tests en compétition se déroulent au championnat anglais de 1984 et au Monte Carlo 1985 et révéleront des problèmes de freinage. Ceux-ci résolus, la direction de British Leyland lance la production de 205 exemplaires nécessaires à l'homologation. Ceux-ci, baptisés sont vendus sous la forme de modèles compétition-client, prêts à courir en rallye pour préserver les appendices aérodynamiques de la version Évolution. Ils sont équipés d'un V6 de 250 ch, soit 160 de moins que leur homologue Evolution.
L'homologation obtenue en novembre 1985, la voiture participe à sa première manche en championnat du monde au rallye de Grande Bretagne 1985. Tony Pond finit troisième, soit le meilleur résultat de la 6R4 en mondial. La saison 1986 constitue le véritable lancement d'Austin-Rover en championnat du monde. Cependant, aucune voiture ne terminera durant les cinq premières épreuves. Après une absence sur trois rallyes, Ce n'est qu'au rallye de Finlande que les trois voitures engagées finiront la course aux 7e, 8e et 10e places. Après une quatrième place au rallye de San Remo dont les résultats seront annulés, Les six voitures engagées par Austin Rover au rallye de Grande-Bretagne finiront aux 6e, 7e, 8e et 10e places. Pendant cette même année, Didier Auriol, ayant couru pour Austin Rover au Tour de Corse, remporte le championnat de France des rallyes 1986 au volant d'une 6R4.

### Résultats complets en championnat du monde
| Saison | Équipe                               | Pilotes        | 1   | 2   | 3   | 4   | 5   | 6   | 7   | 8   | 9   | 10  | 11  | 12  | 13  | Pos | Points |
| ------ | ------------------------------------ | -------------- | --- | --- | --- | --- | --- | --- | --- | --- | --- | --- | --- | --- | --- | --- | ------ |
| 1985   | Austin Rallying                      |                | MON | SUE | POR | KEN | FRA | GRE | NZL | ARG | FIN | ITA | CIV | GBR |     | 14  | 14     |
| 1985   | Austin Rallying                      | Tony Pond      |     |     |     |     |     |     |     |     |     |     |     | 3   |     | 14  | 14     |
| 1985   | Austin Rallying                      | Malcolm Wilson |     |     |     |     |     |     |     |     |     |     |     | NF  |     | 14  | 14     |
| 1986   | Austin Rover World Championship Team |                | MON | SUE | POR | KEN | FRA | GRE | NZL | ARG | FIN | CIV | ITA | GBR | USA | 9   | 12     |
| 1986   | Austin Rover World Championship Team | Tony Pond      | NF  |     | NF  |     | NF  |     |     |     |     |     | NF  | 6   |     | 9   | 12     |
| 1986   | Austin Rover World Championship Team | Malcolm Wilson | NF  | NF  | NF  |     | NF  |     |     |     | 10  |     | 4   | 17  |     | 9   | 12     |
| 1986   | Austin Rover World Championship Team | Per Eklund     |     | NF  |     |     |     |     |     |     | 7   |     |     | 7   |     | 9   | 12     |
| 1986   | Austin Rover World Championship Team | Marc Duez      |     |     | NF  |     |     |     |     |     |     |     | NF  | NF  |     | 9   | 12     |
| 1986   | Austin Rover World Championship Team | Didier Auriol  |     |     |     |     | NF  |     |     |     |     |     |     |     |     | 9   | 12     |
| 1986   | Austin Rover World Championship Team | Harri Toivonen |     |     |     |     |     |     |     |     | 8   |     |     | NF  |     | 9   | 12     |
| 1986   | Austin Rover World Championship Team | Jimmy McRae    |     |     |     |     |     |     |     |     |     |     |     | 8   |     | 9   | 12     |
| 1986   | Austin Rover World Championship Team | David Llewelin |     |     |     |     |     |     |     |     |     |     |     | 9   |     | 9   | 12     |